# Melaloncha apicula
Melaloncha apicula är en tvåvingeart som beskrevs av Brown 2004. Melaloncha apicula ingår i släktet Melaloncha och familjen puckelflugor. Inga underarter finns listade i Catalogue of Life.